# Championnat d'Italie de football de deuxième division 1952-1953
Navigation
Édition précédente Édition suivante
La saison 1952-1953 de Serie B, organisée par la Lega Calcio pour la septième fois, est la 21e édition du championnat de deuxième division en Italie. Le championnat est réduit à 18 équipes à partir de cette saison, les deux premiers sont promus en Serie A, les deux derniers sont relégués en Serie C.
À l'issue de la saison, le Genoa CFC termine à la première place et monte en Serie A 1953-1954 (1re division). Le vice-champion, Legnano l'accompagne en première division.

## Compétition
La victoire est à deux points, un match nul à 1 point.

### Classement
| Rang | Équipe            | Pts  | J  | G  | N  | P  | Bp | Bc | Diff |
| ---- | ----------------- | ---- | -- | -- | -- | -- | -- | -- | ---- |
| 1    | Genoa CFC         | 44   | 34 | 16 | 12 | 6  | 38 | 23 | +15  |
| 2    | Legnano R         | 41   | 34 | 17 | 7  | 10 | 52 | 32 | +20  |
| 3    | Calcio Catane     | 41   | 34 | 16 | 9  | 9  | 40 | 28 | +12  |
| 4    | Messine           | 38   | 34 | 15 | 8  | 11 | 42 | 34 | +8   |
| 5    | Brescia           | 38   | 34 | 13 | 12 | 9  | 33 | 28 | +5   |
| 6    | Cagliari Calcio P | 38   | 34 | 14 | 10 | 10 | 51 | 44 | +7   |
| 7    | Monza             | 38   | 34 | 15 | 8  | 11 | 44 | 38 | +6   |
| 8    | Marzotto Valdagno | 36   | 34 | 13 | 10 | 11 | 33 | 31 | +2   |
| 9    | Trévise           | 35   | 34 | 12 | 11 | 11 | 33 | 34 | -1   |
| 10   | Modène            | 34   | 34 | 12 | 10 | 12 | 34 | 33 | +1   |
| 11   | Salernitana       | 33   | 34 | 10 | 13 | 11 | 31 | 41 | -10  |
| 12   | Vicence           | 32   | 34 | 10 | 12 | 12 | 38 | 43 | -5   |
| 13   | Hellas Vérone     | 31   | 34 | 12 | 7  | 15 | 41 | 47 | -6   |
| 14   | Fanfulla          | 30   | 34 | 10 | 10 | 14 | 47 | 46 | +1   |
| 15   | Piombino          | 28   | 34 | 8  | 12 | 14 | 33 | 40 | -7   |
| 16   | Calcio Padoue R   | 28   | 34 | 10 | 8  | 16 | 36 | 46 | -10  |
| 17   | Syracuse          | 27   | 34 | 8  | 11 | 15 | 30 | 42 | -12  |
| 18   | Lucchese R        | 2-18 | 34 | 5  | 10 | 19 | 27 | 53 | -26  |

|  | Promotion en Serie A                        |
|  | Relégation en Serie C                       |
|  | P : Promu de Serie C R : Relégué de Serie A |

- Legnano et Calcio Catane étant à égalité de points, un match d'appui est nécessaire pour déterminer le club qui sera promu. Legnano remporte le match 4 à 1.
- Lucchese a une pénalité de 18 points pour tentatives de corruption sur deux matchs.